# Neolophonotus albopilosus
Neolophonotus albopilosus är en tvåvingeart som först beskrevs av Ricardo 1920.  Neolophonotus albopilosus ingår i släktet Neolophonotus och familjen rovflugor. Inga underarter finns listade i Catalogue of Life.